# Memecylon alatum
Memecylon alatum är en tvåhjärtbladig växtart som beskrevs av Aug. Dc.. Memecylon alatum ingår i släktet Memecylon och familjen Melastomataceae.
Artens utbredningsområde är Madagaskar. Inga underarter finns listade i Catalogue of Life.